# Перу на Светском првенству у атлетици на отвореном 2022.
Перу је учествовао на 18. Светском првенству у атлетици на отвореном 2022. одржаном у Јуџину од 15. до 25. јула осамнаести пут, односно учествовао је на свим првенствима до данас. Репрезентацију Перуа представљала су 6 такмичара (3 мушкарца и 3 жене) који су се такмичили у 6 дисциплина (3 мушке и 3 женске).,.
На овом првенству Перу је по броју освојених медаља заузео 7. место са 2 освојене медаље (злато). У табели успешности према броју и пласману такмичара који су учествовали у финалним такмичењима (првих 8 такмичара) Перу је са 1 учесницом у финалу делио 26. место са 16 бодова.
| Плас. | Земља | 1. место | 2. место | 3. место | 4. место | 5. место | 6. место | 7. место | 8. место | Бр. фин. | Бод. |
| ----- | ----- | -------- | -------- | -------- | -------- | -------- | -------- | -------- | -------- | -------- | ---- |
| =26.  | Перу  | 2        | 0        | 0        | 0        | 0        | 0        | 0        | 0        | 2        | 16   |

## Учесници
| Мушкарци: - Цесар Аугусто Родригез — 20 км ходање, 35 км ходање - Луис Хенри Кампос — 20 км ходање, 35 км ходање - Хосе Луис Мандрос Мартинез — Скок удаљ | Жене: - Ејди Хуаман — Маратон - Кимберли Гарсија Леон — 20 км ходање, 35 км ходање - Евелин Инга — 20 км ходање, 35 км ходање |  |

## Освајачи медаља

### Злато (2)
- Кимберли Гарсија Леон — 20 км ходање
- Кимберли Гарсија Леон — 35 км ходање

## Резултати

### Мушкарци
| Атлетичар                  | Дисциплина   | Лични рекорд | Квалификације     | Квалификације     | Полуфинале | Полуфинале | Финале               | Финале       | Детаљи |
| Атлетичар                  | Дисциплина   | Лични рекорд | Резултат          | Место             | Резултат   | Место      | Резултат             | Место        | Детаљи |
| -------------------------- | ------------ | ------------ | ----------------- | ----------------- | ---------- | ---------- | -------------------- | ------------ | ------ |
| Цесар Аугусто Родригез     | 20 км ходање | 1:20:45 НР   |                   |                   |            |            | 1:20:59              | 10 / 43 (45) |        |
| Луис Хенри Кампос          | 20 км ходање | 1:21:11      | 1:34:02           | 41 / 43 (45)      |            |            |                      |              |        |
| Цесар Аугусто Родригез     | 35 км ходање | 2:37:10      | 2:29:24 НР, ЛР    | 16 / 40 (50)      |            |            |                      |              |        |
| Луис Хенри Кампос          | 35 км ходање | 2:40:19      | Није завршио трку | Није завршио трку |            |            |                      |              |        |
| Хосе Луис Мандрос Мартинез | Скок удаљ    | 8,17         | 7,70              | 12. у гр. А       |            |            | Није се квалификовао | 25 / 29 (32) |        |

### Жене
| Атлетичарка           | Дисциплина   | Лични рекорд | Квалификације            | Квалификације | Финале   | Финале       | Детаљи |
| Атлетичарка           | Дисциплина   | Лични рекорд | Резултат                 | Место         | Резултат | Место        | Детаљи |
| --------------------- | ------------ | ------------ | ------------------------ | ------------- | -------- | ------------ | ------ |
| Ејди Хуаман           | Маратон      | 2:31:43      |                          |               | 3:04:16  | 32 / 32 (41) |        |
| Кимберли Гарсија Леон | 20 км ходање | 1:28:38 НР   | 1:26:58 НР, ЛР           |               |          |              |        |
| Евелин Инга           | 20 км ходање | 1:33:21      | 1:38:23 ЛРС              | 31 / 36 (41)  |          |              |        |
| Кимберли Гарсија Леон | 35 км ходање | 2:43:19 НР   | 2:39:16 РСП, ЈАР, НР, ЛР |               |          |              |        |
| Евелин Инга           | 35 км ходање | 2:51:53      | 2:56:04                  | 18 / 35 (41)  |          |              |        |